# Tracy-Bocage
Tracy-Bocage é uma comuna francesa na região administrativa da Normandia, no departamento Calvados. Estende-se por uma área de 5,27 km². Em 2010 a comuna tinha 307 habitantes (densidade: 58,3 hab./km²).